# Kampfgeschwader 252
Le Kampfgeschwader 252 (KG 252) (252e escadron de bombardiers) est une unité de bombardiers de la Luftwaffe pendant la Seconde Guerre mondiale. 

## Organisation

### Stab. Gruppe
Formé le 1er novembre 1938 à Cottbus.

Le 1er mai 1939, il est renommé Stab/KG 2.

Geschwaderkommodore (Commandant de l'escadron) :
| Début             | Fin          | Grade  | Nom                |
| ----------------- | ------------ | ------ | ------------------ |
| 1er novembre 1938 | 1er mai 1939 | Oberst | Johannes Fink (en) |

### I. Gruppe
Formé le 1er novembre 1938 à Cottbus avec :
- Stab I./KG 252 nouvellement créé
- 1./KG 252 nouvellement créé
- 2./KG 252 nouvellement créé
- 3./KG 252 nouvellement créé

Le 1er mai 1939, le I./KG 252 est renommé I./KG 2 avec :
- Stab I./KG 252 devient Stab I./KG 2
- 1./KG 252 devient 1./KG 2
- 2./KG 252 devient 2./KG 2
- 3./KG 252 devient 3./KG 2

Gruppenkommandeure (Commandant de groupe) :
| Début             | Fin          | Grade | Nom          |
| ----------------- | ------------ | ----- | ------------ |
| 1er novembre 1938 | 1er mai 1939 | Major | Werner Krahl |

### II. Gruppe
Formé le 1er novembre 1938 à Liegnitz  à partir du IV./KG 153 avec :
- Stab II./KG 252 à partir du Stab IV./KG 153
- 4./KG 252 à partir du 10./KG 153
- 5./KG 252 à partir du 11./KG 153
- 6./KG 252 à partir du 12./KG 153

Le 1er mai 1939, le II./KG 252 est renommé II./KG 2 avec :
- Stab II./KG 252 devient Stab II./KG 2
- 4./KG 252 devient 4./KG 2
- 5./KG 252 devient 5./KG 2
- 6./KG 252 devient 6./KG 2

Gruppenkommandeure :
| Début             | Fin             | Grade          | Nom             |
| ----------------- | --------------- | -------------- | --------------- |
| 1er novembre 1938 | 28 février 1939 | Oberst         | Bernhard Georgi |
| 1er mars 1939     | 1er mai 1939    | Oberstleutnant | Paul Weitkus    |